# Pietro Paolo de' Medici
Pietro Paolo di Orazio de' Medici (Firenze, ... – Castello del Matese, 22 ottobre 1656) è stato un vescovo cattolico italiano.

## Biografia
Nato a Firenze, figlio di Orazio, del ramo mediceo di Francesco di Giovenco, e di Camilla della Robbia, fu nominato vescovo da Papa Urbano VIII l'11 aprile 1639. Già canonico della Cattedrale di Santa Maria del Fiore dal 1624, gli fu affidata la diocesi di Alife.
Si distinse per la sua concretezza e la sua capacità pragmatica. Edificò nel 1646, a Castello del Matese, il seminario diocesano.
Resse la diocesi di Alife sino al 1656 quando, a causa di un'epidemia di peste, contrasse il contagio e morì il 22 ottobre. Venne sepolto nella chiesa dell'Annunziata di Piedimonte Matese.

## Genealogia episcopale
La genealogia episcopale è:
- Cardinale Guillaume d'Estouteville, O.S.B.
- Papa Sisto IV
- Papa Giulio II
- Cardinale Raffaele Sansoni Riario della Rovere
- Papa Leone X
- Cardinale Alessandro Farnese
- Cardinale Francesco Pisani
- Cardinale Alfonso Gesualdo
- Papa Clemente VIII
- Cardinale Pietro Aldobrandini
- Cardinale Laudivio Zacchia
- Cardinale Antonio Barberini, O.F.M. Cap.
- Cardinale Alessandro Cesarini
- Vescovo Pietro Paolo de' Medici